# Yonghe Gong
Lo Yonghe Gong (in cinese 雍和宮T, 雍和宫S, Yōnghé GōngP, Convento dei lama), o Palazzo Yonghe, è un monastero buddhista cinese situato a Pechino.

## Storia e descrizione
Lo Yonghe Gong fu costruito nel 1694 per ordine dell'imperatore Kangxi, come testimonianza della devozione tipica della sua Casa per il Buddhismo tibetano, e dell'attenzione che il Celeste Impero nutriva per il Tibet, da poco incorporato nella sua signoria, e per i mongoli, anch'essi seguaci dei lama.

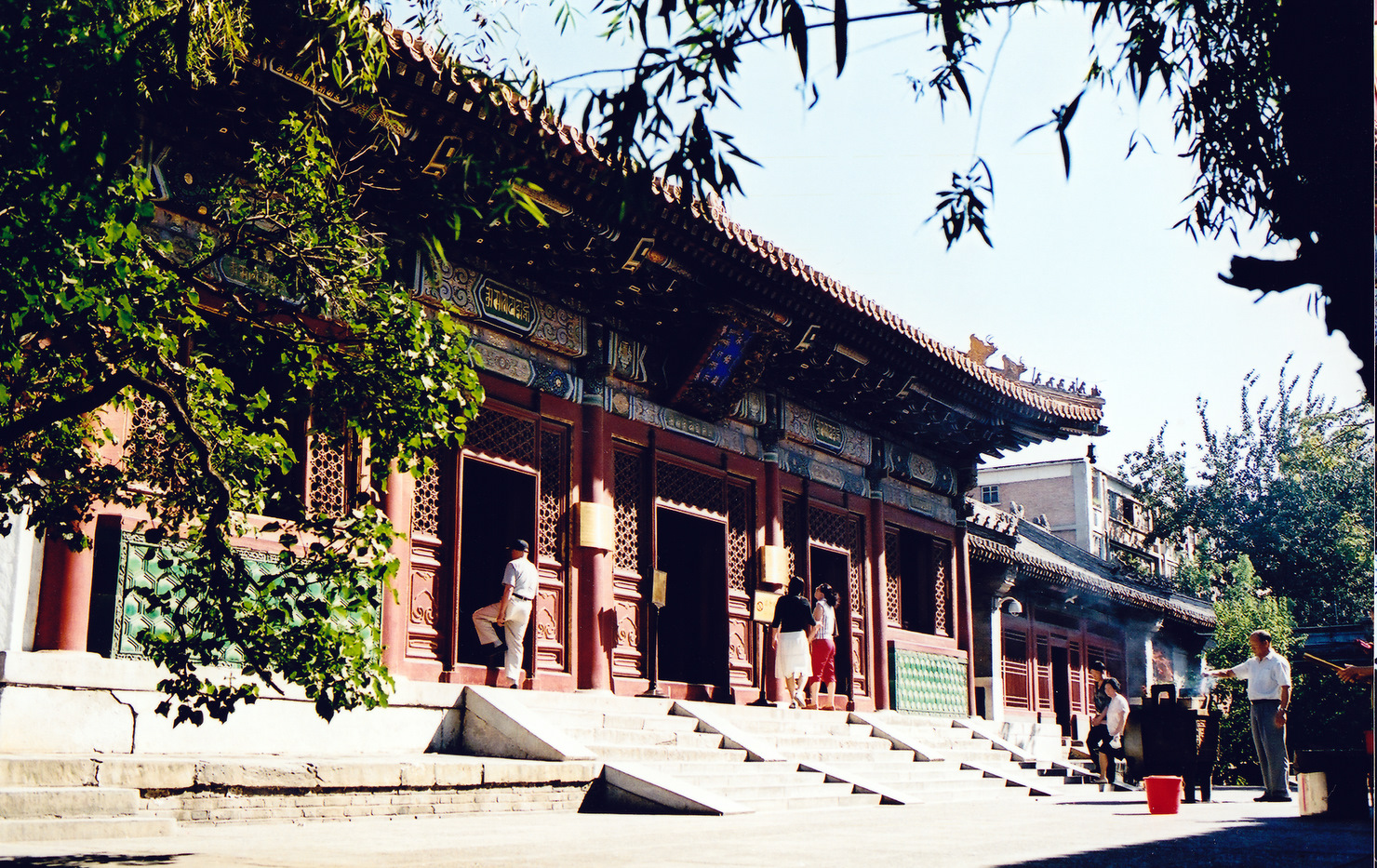
Quarto cortile

La composizione del convento rispecchia il rapporto tra il lamaismo tibetano e mongolo e la cultura cinese: l'architettura è in stile cinese, l'arredamento è misto e le iscrizioni in quattro lingue, ossia cinese, mongolo, tibetano e mancese.
Lo Yonghe Gong comprende cinque cortili su cui si affacciano svariati edifici. Il Palazzo delle Diecimila Felicità è la più grande costruzione del convento, e si trova nell'ultimo cortile. Esso custodisce una statua lignea di Maitreya, alta ventisei metri di cui otto sotto terra, e intagliata in un unico tronco di sandalo. Nel 1732 l'imperatore Yongzheng dono la sua residenza (lo Yonghe Gong) ai monaci lamaisti in modo che quest'ultimi ne facessero un tempio. L'opera fu donata dal VII Dalai Lama all'imperatore Qianlong in segno di ringraziamento per il sostegno fornito nella repressione di una rivolta in Tibet.
Sempre nell'ultimo cortile, nella sala orientale, vi è la scultura di un Buddha predicante con i discepoli Ānanda e Kasyapa, finemente scolpiti in legno di sandalo. Negli edifici laterali sono custoditi altri tesori, tra cui spicca uno scrigno di prezioso nanmu.
Lo Yonghe Gong fu per lungo tempo il più grande e influente monastero di Pechino, e tuttora una delle sue principali attrattive turistiche. Oggi è ancora abitato dai monaci.